# TV7 Colmar
Pour les articles homonymes, voir TV7.
TV7 Colmar est une chaîne de télévision locale de l'agglomération colmarienne. Elle est diffusée sur le réseau déployé par Vialis. La chaine couvre la ville de Colmar, ainsi que les villes de sa périphérie. Avec le développement de Rosace et de la fibre optique, TV7 est aujourd'hui disponible dans toute l'Alsace.
Depuis 2013, la chaîne diffuse son signal en haute définition sur le canal 77 de Vialis.
Elle appartient à la société d'économie mixte Vialis Colmar.
Sa ligne éditoriale est culturelle et généraliste. Elle produit et diffuse ses propres programmes, comme des reportages, des magazines ainsi que des captations de spectacles vivants.